# Pibroch (Alberta)
Pibroch est un hameau (hamlet) du Comté de Westlock, situé dans la province canadienne d'Alberta.

## Démographie
En tant que localité désignée dans le recensement de 2011, Pibroch a une population de 83 habitants dans 33 de ses 37 logements, soit une variation de 0.0% par rapport à la population de 2006. Avec une superficie de 2,242 6 km2, le hameau possède une densité de population de 37,010 6 hab/km2 en 2011.
Concernant le recensement de 2006, Pibroch abritait 83 habitants dans 35 de ses 37 logements. Avec une superficie de 2,242 6 km2, le hameau possédait une densité de population de 37,0 hab/km2 en 2006.